# 태극 품새
태극 품새(太極품새)는 태권도를 가르치는 데 사용되는 방어 및 공격 형태의 패턴이다.
1967년과 1971년 사이에 국기원식 태권도는 대한태권도협회 (KTA)가 태권도의 원래 9관 중 일부를 통해서 개발한 팔괘형식이라는 오래된 방식을 사용했다. 1970년까지 추가적으로 관이 KTA에 합류하여 모든 관의 방식을 더 잘 표현하기 위해 새로운 태극양식의 품새가 개발되었다. 1971년까지 팔괘형식은 새로운 태극형식을 위해 더 이상 사용되지 않는 것으로 간주되었지만 일부 학교에서는 여전히 팔괘형식도 가르치고 있다.
태권도에서 검은띠를 받으려면 일반적으로 8개의 태극 품새를 모두 알고 있어야 하며 중간에 쉬지 않고 연속적으로 모든 품새를 수행할 수 있어야 한다.
각 태극 품새는 팔괘의 의미를 지니고 있으며, 각 품새마다 장(場)이라는 어미를 붙여 부른다.

## 같이 보기
- 태극1장
- 태극2장
- 태극3장
- 태극4장
- 태극5장
- 태극6장
- 태극7장
- 태극8장